# Buxar

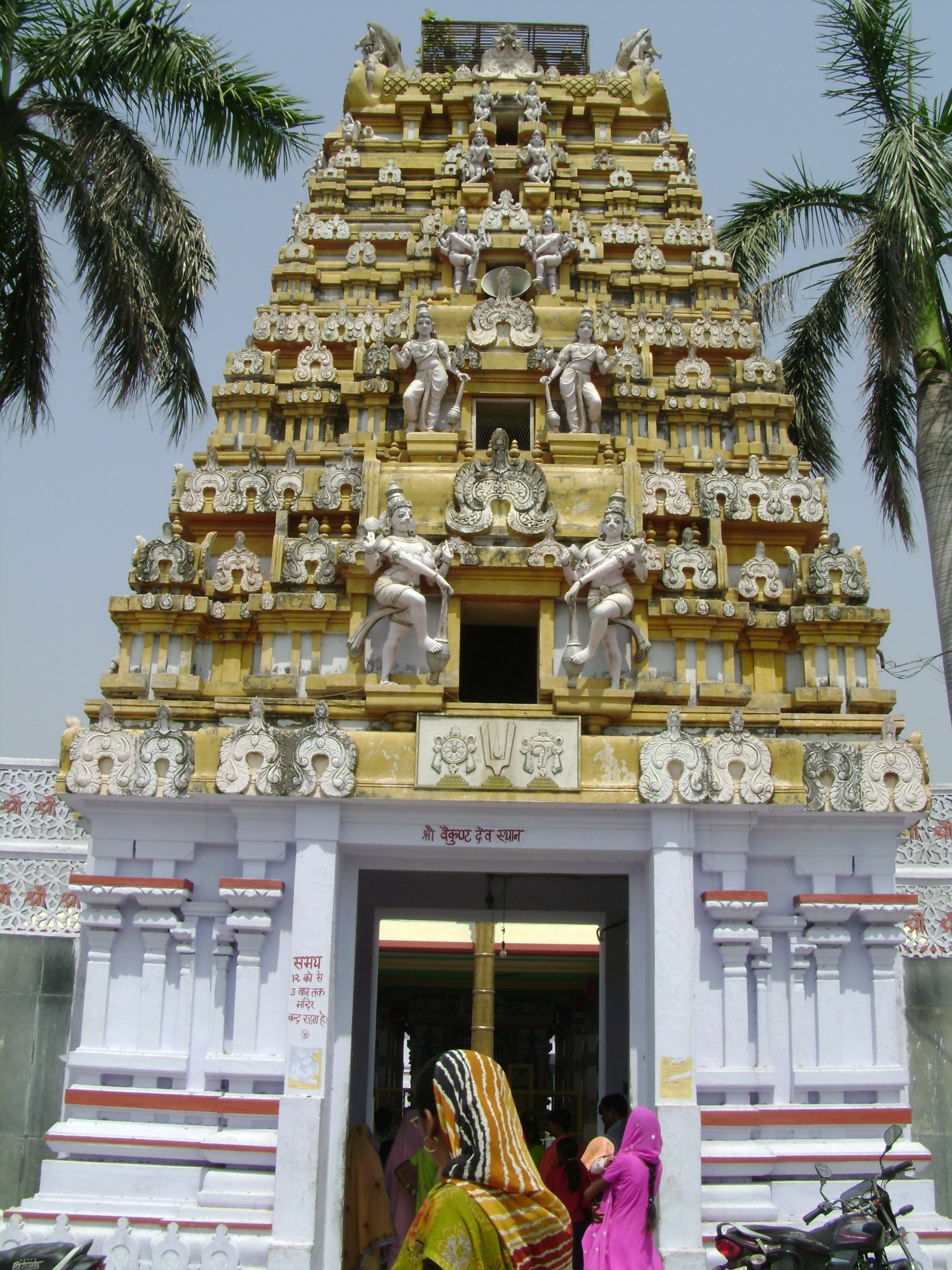
Naulakhatemplet i Buxar.

Buxar (devanagari: बक्सर, även Baxar) är stad i delstaten Bihar i Indien, och är centralort i ett distrikt med samma namn. Staden ligger vid floden Ganges. Folkmängden uppgick till 102 861 invånare vid folkräkningen 2011, med förorter 110 881 invånare.
Vid Buxar ägde ett slag rum den 23 oktober 1764, då den brittiske härföraren Hector Monro, med endast 857 europeiska soldater och 6 213 sepoyer, besegrade en alliansarmé om 40 000 indier under Mir Kasim, Suja-ud-Daula och Shah Alam II. Slaget ledde till Allahabadfördraget, som i sin tur banade väg för den brittiska koloniseringen av Indien.